# Gueugnon
Gueugnon é uma comuna francesa na região administrativa de Borgonha-Franco-Condado, no departamento Saône-et-Loire. Estende-se por uma área de 28,52 km². Em 2010 a comuna tinha 7 143 habitantes (densidade: 250,5 hab./km²).

## Tour de France

### Chegadas
- 2010 :